# Сайт (настолна игра)
Сайт (на английски: Scythe) е настолна игра за 1 до 5 души (7 с разширенията), разработена от Джейми Стегмайер и публикувана от Стоунмайер геймс през 2016 г. Действието се развива в алтернативна история на Европа през 20-те години на XX в. Различните фракции добиват ресурси, строят инфраструктура и използват гигантски дизелпънк бойни машини, за да се бият и контролират определени области. Играта първоначално е публикувана чрез Кикстартър, набирайки 1.8 млн. долара.

## Фракции и герои
- Саксонска империя – Гюнтер фон Дуйсбург с Нощ и Ден
- Русветски съюз – Олга Романова и Чанга
- Северни кралства – Бьорн и Мокс
- Кримско ханство – Зехра и Кар
- Република Полания – Анна и Войтек
- Клан Албион – Конър и Макс
- Шогунат Тогава – Акико и Джиро